# جی‌پی میلر
جیمز "پاپی" پیکنی میلر (انگلیسی: JP Miller; ۱۸ دسامبر ۱۹۱۹ – ۱ نوامبر ۲۰۰۱) نویسنده و فیلم‌نامه‌نویس اهل ایالات متحده آمریکا بود.
وی بیشتر برای نویسندگی فیلم‌نامه مجموعه تلویزیونی روزگار شراب و گل‌های سرخ به کارگردانی جان فرانکن‌هایمر و فیلم سینمایی روزگار شراب و گل‌های سرخ به کارگردانی بلیک ادواردز شناخته میشود.